# Врублевская, Валерия Васильевна
Вале́рия Васи́льевна Врубле́вская (род. 1938) — украинская и советская писательница и драматург. Член Союза писателей СССР с 1972 года, Союза писателей Украины — с 1992 года. Член КПСС с 1974 года.

## Биография
Валерия Васильевна Врублевская (урождённая Сахненко-Березняк) родилась 19 декабря 1938 года в Житомире в семье служащих. В 17 лет вышла замуж за преподавателя политэкономии Виталия Врублевского (в будущем — помощник первого секретаря ЦК Компартии Украины В. Щербицкого).
Вслед за мужем переехала в Киев, в 1968 году окончила Киевский университет. С 1971 года работала в Институте философии Академии наук Украины (до 1991 года). Кандидат философских наук, доцент.
В 1963 году дебютировала как переводчик с польского языка. В 1964-м выпустила первую книжку для детей на украинском языке. Впоследствии её сказки переводил на русский Сергей Михалков.
Пишет прозу и пьесы на русском и украинском языках. Успех Врублевской принесла пьеса «Кафедра», переведённая самой писательницей на русский язык. Пьеса была впервые сыграна в Театре русской драмы, затем ставилась в 80 театрах СССР, а также в Праге, Будапеште, Бухаресте.

## Признание и награды
- 1985 — Премия имени А. Корнейчука
- 2003 — Лауреат международной премии «Золотой Орфей».

## Произведения

### Книги для детей
- 1969 — Перстень
- 1974 — Сказки Труханового острова
- 1974 — Несподивани мандры

### Романы
- 1982 — Соломия Крушельницкая (роман-биография о Саломее Крушельницкой)
- 1989 — Эмансипантка (роман)
- 1996 — В тени деревьев, которых нет (Женщина и гипнотизёр)
- 2006 — Шаритка з Рунгу (роман-биография об Ольге Кобылянской)

### Пьесы
- Кафедра
- Призвание
- Визави
- Искушение Хомы Брута
- Кармен
- Кобзарь
- Окаянные женщины?

### Сценарии
- 1982, Возвращение Баттерфляй
- 1982, Кафедра (фильм-спектакль)
- 1986, Первоцвет
- 1998, Возвращение Баттерфляй

#### Переводы с польского
Перевела произведения, авторы которых Юлиан Ковалец, Мария Канн, а также другие писатели.